# Toren van de Leughenaer
De Toren van de Leughenaer is een 15de-eeuwse vestingtoren in de Franse stad Duinkerke. Het is het oudste monument van de stad.
De toren is achthoekig en 30 meter hoog. Hij werd gebouwd door Jacques Desfontaines en werd gebruikt als baken voor de scheepvaart. Een groot deel van de technische 19de-eeuwse apparatuur in de toren werd bewaard. Op de toren stond een communicatiemiddel, namelijk een semafoor of een chappe zoals de Fransen het noemen.
Van 1825 tot 1963 deed de toren dienst als vuurtoren.
Er werd beweerd dat er opzettelijk valse signalen vanaf de toren werden gegeven om schepen te laten stranden en ze te plunderen. Dat verklaart de naam van de toren. Waarschijnlijker is dat schepen door het moeilijk bevaarbare, kronkelende toegangskanaal verongelukten.
De toren is beschermd als monument historique op 10 januari 1995.